# Kasey Keller
Kasey Keller (Olympia, Estado de Washington, Estados Unidos, 29 de noviembre de 1969) es un futbolista estadounidense cuyo último club profesional fue el Seattle Sounders F.C. de la MLS.
Keller es un veterano de cuatro Copas Mundiales y fue el primer portero estadounidense en establecerse en la Premier League inglesa, la primera división española y la Bundesliga alemana.

## Trayectoria

### Primeros pasos
Keller creció en una granja cerca de Olympia, Washington. Fue a la Secundaria North Thurston y jugó al fútbol universitario en la Universidad de Portland bajo la tutela de Clive Charles. En su primer año en 1988, ayudó al equipo a alcanzar la fase final del campeonato de la NCAA. Fue nombrado All-American en su último año y fue el portero del año en 1991. En la entre-temporada del fútbol universitario en 1989, jugó para los Portland Timbers de la Western Soccer Alliance. Su excelente desempeño lo hizo acreedor del premio como jugador más valioso ese año. En 10 partidos, solo permitió cuatro goles, con un promedio de 0.38 goles recibidos por partido y ocho partidos con el arco imbatido.
En 1989, dividió su tiempo jugando para los Portland Timbers y la selección sub-20 de Estados Unidos, la cual terminó en cuarto lugar en la Copa Mundial de Fútbol Sub-20 de 1989. Keller tuvo un excelente torneo, ganando el balón de plata como el segundo mejor jugador.

### Millwall
Tras haber sido seleccionado por el combinado nacional estadounidense para disputar el Mundial de Fútbol de 1990, fue fichado por el Millwall F.C. inglés, donde jugaría entre 1992 y 1996, convirtiéndose en uno de los jugadores favoritos de la hinchada. Keller debutó con Millwall el 2 de mayo de 1992 y jugó su último partido el 5 de mayo de 1996, jugando un total de 202 partidos con los leones. Keller fue seleccionado como el jugador del año en la temporada 1992-93 por los hinchas y también recibió los premios de los hinchas Jóvenes y de los Incapacitados. Cuando Millwall descendió, el equipo transfirió a Keller al Leicester City por £900,000 el 15 de agosto de 1996.

### Leicester City
En su primer año con Leicester, Keller jugó un rol vital en el éxito del equipo, alcanzando una buena posición en la liga y ganando la Copa de la Liga en 1997. El equipo volvió a alcanzar la final en 1999, pero perdieron el partido con un gol en el último minuto. Ese verano, dejó el equipo para ir a jugar a España con una transferencia libre.

### Rayo Vallecano
Keller se unió al Rayo Vallecano que ascendió esa temporada,(1999-2000), y jugó allí durante dos años.

### Tottenham Hotspur
Keller volvió a Inglaterra y a la Premier League en 2001, firmando un contrato con el Tottenham Hotspur. Pese a que al principio fue el reserva de Neil Sullivan, se ganó el puesto titular tras una temporada y jugó todos los partidos de los Spurs en las temporadas 2002-03 y 2003-04.
En la temporada 2004-05, Keller perdió su puesto de titular en Tottenham y Paul Robinson tomó su lugar. En noviembre de 2004, Keller fue enviado en calidad de préstamo al Southampton F.C., un equipo que estaba pasando por problemas por lesiones con sus porteros.

### Borussia Mönchengladbach
El 15 de enero de 2005, Keller fichó por el Borussia Mönchengladbach de la Bundesliga Alemana en una transferencia libre durante el invierno. Empezó su carrera en la Bundesliga con el pie derecho, manteniendo su arco sin goles en su primer partido con Borussia. Keller jugó todos los partidos del equipo en la segunda parte de la temporada y obtuvo un total de siete partidos sin recibir goles, jugando un rol importante al mantener al club en la primera división.
Keller también vivió en Haus Donk, un castillo en Tönisvorst, cerca de Mönchengladbach. Durante la temporada 2006-07 se convirtió en uno de dos jugadores de la Bundesliga que son columnistas amateurs para RUND, una revista alemana de fútbol publicada una vez al mes. En sus artículos relataban su vida en Alemania y su carrera en la Bundesliga. El otro jugador era el portero del VfB Stuttgart, Timo Hildebrand.
El 10 de agosto de 2006, Keller fue seleccionado por sus compañeros para ser el capitán del equipo durante la temporada 2006-07. Fue el segundo estadounidense en convertirse en capitán de un equipo del más alto nivel en Alemania, después de Claudio Reyna.

### Fulham
En agosto de 2007, Keller retornó a la Premier League, firmando un contrato con el Fulham F.C.. La duración del contrato y los detalles financieros no fueron publicados por el club. Keller fue traído al Fulham para ser el portero de respaldo, Antti Niemi, pero algunas lesiones de Niemi lo convirtieron el portero titular. Sin embargo, el día antes del partido contra Derby County en octubre, Keller se lesionó el brazo en un entrenamiento, dejándolo fuera de las canchas hasta fines de enero. Volvió como portero suplente en la victoria contra Aston Villa F.C. 2-1 el 3 de febrero. A partir de esa fecha estuvo en la banca hasta el partido contra Blackburn Rovers, donde fue titular. A partir de allí jugó todos los partidos hasta el final de la temporada, donde vencieron a Portsmouth en Fratton Park, evitando el descenso contra todo pronóstico.

### Seattle Sounders
El 14 de agosto de 2008, Keller volvió a los Estados Unidos para firmar con los Seattle Sounders FC, un equipo de expansión de la MLS en la temporada 2009. Fue el portero titular en el primer partido en la MLS del equipo el 19 de marzo de 2009, en el cual los Sounders vencieron por 3-0. Continuó su buena racha por los próximos tres partidos, donde no recibió ningún gol. También marcó el récord con la mayor cantidad de partidos sin recibir goles. Su racha se terminó el 2 de mayo de 2009 tras 457 en la segunda mitad de un partido contra el Chicago Fire. Keller jugó su último partido en casa con los Sounders el 15 de octubre de 2011, en un partido en el que vencieron a los San Jose Earthquakes por 2 a 1 con goles de Sammy Ochoa y Freddy Montero. Una multitud récord de 64,140 personas estuvo presente.

### Selección de Estados Unidos
Keller jugó su primer partido con la selección de fútbol de los Estados Unidos contra Colombia, el 4 de febrero de 1990 y fue parte del equipo que viajó al mundial de Italia '90 como el respaldo de Tony Meola.
Después de haber sido ignorado por el entrenador Bora Milutinović para el mundial de 1994, fue incluido en la nómina del técnico Steve Sampson en el mundial de 1998, jugando dos partidos. Keller fue uno de los jugadores mayores de 23 años elegidos para complementar el equipo olímpico que participó en las Olimpiadas de 1996, jugando los tres partidos.
Kasey fue nombrado U.S. Soccer Athlete of the Year (Futbolista del año) en 1997, 1999 y 2005 por la Federación de Fútbol de los Estados Unidos.
Una de sus actuaciones más memorables se dio en la histórica victoria de Estados Unidos sobre Brasil en 1998. Keller jugó los 90 minutos, realizando 10 atajadas, muchas de ellas a quemarropa, ayudando a preservar la ventaja 1-0 y dándole así la victoria a Estados Unidos. Su actuación en ese partido llevó a Romário a decir que "esa fue una de las mejores actuaciones de un arquero que jamás haya visto". Su rendimiento en ese partido fue conmemorado con la canción Kasey Keller del grupo de synth-pop Barcelona.
Durante gran parte de sus carreras, Keller y Brad Friedel estuvieron en una pelea cabeza a cabeza por la titularidad con la selección estadounidense. Pese a esta dura competencia, es el portero con más partidos jugados con la selección nacional con 102 y también es el líder de todos los tiempos en victorias y vallas imbatidas.
Keller se consagró campeón de la Copa de Oro de la CONCACAF de 2005 manteniendo su portería en cero y atajando dos penales en la definición por penales en la final del torneo contra Panamá. Keller fue titular en los primeros siete partidos de la ronda final de clasificación al mundial en el 2005, marcando 507 minutos consecutivos sin recibir un gol, llevando a los Estados Unidos al mundial de Alemania 2006. Ese mismo año se convirtió en el primer jugador de fútbol masculino en Estados Unidos en recibir el premio a futbolista del año por tercera vez. El 2 de mayo de 2006, Keller y su compañero Claudio Reyna se convirtieron en los primeros dos estadounidenses en ser convocados a cuatro Copas del Mundo. En ese mundial, jugó todos los tres partidos y fue nombrado como jugador del partido en el empate 1-1 contra Italia en Kaiserslautern el 17 de junio de 2006. Keller es el único jugador estadounidense que jugó tanto en las Copas del Mundo de 1990 y 2006.

### Participaciones en Copas del Mundo
| Mundial                        | Sede                 | Resultado        |
| ------------------------------ | -------------------- | ---------------- |
| Copa Mundial de Fútbol de 1990 | Italia               | Fase de grupos   |
| Copa Mundial de Fútbol de 1998 | Francia              | Fase de grupos   |
| Copa Mundial de Fútbol de 2002 | Corea del Sur/ Japón | Cuartos de final |
| Copa Mundial de Fútbol de 2006 | Alemania             | Fase de grupos   |

## Estadísticas
| Período   | Club                       |
| --------- | -------------------------- |
|           | Colonial Meats             |
| 1986-1988 | North Thurston High School |
| 1988-1991 | University of Portland     |

| Período   | Club                            | Partidos |
| --------- | ------------------------------- | -------- |
| 1992-1996 | Millwall F.C.                   | 178      |
| 1996-1999 | Leicester City Football Club    | 99       |
| 1999-2001 | Rayo Vallecano                  | 51       |
| 2001-2004 | Tottenham Hotspur Football Club | 85       |
| 2005      | Southampton Football Club       | 4        |
| 2005-2007 | Borussia Mönchengladbach        | 78       |
| 2007-2008 | Fulham                          | 13       |
| 2009-2011 | Seattle Sounders FC             | 93       |

| Período   | Selección      | Partidos (goles) |
| --------- | -------------- | ---------------- |
| 1988-2011 | Estados Unidos | 102 (0)          |

## Palmarés

### Estados Unidos
- Copa de Oro de la CONCACAF (3): 2002, 2005, 2007

### Portland Timbers
- Western Soccer League MVP (1): 1989 Western Soccer League
- Western Soccer League Mejor Portero (1): 1989

### Leicester City
- Football League Cup (1): 1996-97

### Seattle Sounders FC
- Lamar Hunt U.S. Open Cup (3): 2009, 2010, 2011

### Individual
- Honda Player of the Year: 1999, 2005
- U.S. Soccer Athlete of the Year: 1997, 1999, 2005
- Portero del Año de la MLS: 2011